# Love Is the Drug
Singles de Roxy Music
The Thrill of It All
(1974) Both Ends Burning
(1975)
Love Is the Drug est une chanson interprétée par le groupe de rock Roxy Music, écrite par Bryan Ferry et composée par Andy Mackay, sortie en single en septembre 1975 comme premier extrait de l'album Siren.
C'est l'un des plus grands succès du groupe. Il se classe notamment à la 2e place des ventes de singles au Royaume-Uni tandis qu'aux États-Unis il parvient à la 30e place du Billboard Hot 100, réalisant le meilleur résultat de Roxy Music dans ce classement.
Au départ, il s'agit simplement d'un morceau instrumental composé par le saxophoniste Andy Mackay. Bryan Ferry aurait trouvé l'inspiration pour les paroles lors d'une promenade solitaire dans Hyde Park à Londres. Elles racontent la virée dans un quartier chaud d'un homme dont le désir sexuel est comparé à une drogue.
La chanson se distingue par sa ligne de basse, jouée par John Gustafson (en), saluée par les critiques,,. En 2005, Stylus Magazine l'inclus dans son Top 50 des meilleures lignes de basse de tous les temps.
Love Is the Drug a fait l'objet de plusieurs reprises, notamment de la part de Grace Jones dont la version est entrée dans le classement des ventes au Royaume-Uni, en Irlande et en Allemagne en 1986.

## Classements hebdomadaires

### Version originale
| Classement (1975-1976)                  | Meilleure place |
| --------------------------------------- | --------------- |
| Allemagne (GfK Entertainment)           | 39              |
| Australie (Kent Music Report)           | 18              |
| Belgique (Flandre Ultratop 50 Singles)  | 15              |
| Belgique (Wallonie Ultratop 50 Singles) | 46              |
| Canada (RPM 100 Singles)                | 3               |
| États-Unis (Billboard Hot 100)          | 30              |
| Nouvelle-Zélande (RMNZ)                 | 24              |
| Pays-Bas (Single Top 100)               | 9               |
| Royaume-Uni (UK Singles Chart)          | 2               |

### Remix
En 1996, Rollo & Sister Bliss du groupe Faithless réalisent un remix qui se classe au Royaume-Uni.
| Classement (1996)              | Meilleure place |
| ------------------------------ | --------------- |
| Royaume-Uni (UK Singles Chart) | 33              |

## Certifications
| Pays              | Certification | Unités certifiées |
| ----------------- | ------------- | ----------------- |
| Royaume-Uni (BPI) | Argent        | 250 000           |

## Reprises

### Version de Grace Jones
La chanteuse jamaïcaine Grace Jones reprend Love Is The Drug sur son album Warm Leatherette publié en 1980. Sortie en single, la chanson n'entre pas dans les hit-parades.
Elle ressort en single en 1985 afin de promouvoir la compilation Island Life et se classe dans plusieurs pays au début de l'année 1986.
Classements hebdomadaires
| Classement (1986)              | Meilleure place |
| ------------------------------ | --------------- |
| Allemagne (GfK Entertainment)  | 57              |
| Irlande (IRMA)                 | 18              |
| Royaume-Uni (UK Singles Chart) | 35              |

### Autres reprises
D'autres artistes ont repris Love Is the Drug, parmi lesquels Kylie Minogue, Melissa Auf der Maur, Divinyls, Carla Gugino et Oscar Isaac en duo sur la bande originale du film Sucker Punch, ou Bryan Ferry qui l'a réenregistrée avec un orchestre pour la bande originale du film Gatsby le magnifique.